# Polo UFSC
O POLO (ou Laboratórios de Pesquisa em Refrigeração e Termofísica) da Universidade Federal de Santa Catarina é uma instituição brasileira de pesquisa científica e desenvolvimento tecnológico na área de engenharia mecânica. Tem sede no campus da UFSC na cidade de Florianópolis, Santa Catarina, desde 1982.

## História
O laboratório surgiu em 1982 quando professores do departamento de engenharia mecânica da UFSC, interessados nos estudo de ciências térmicas, decidiram unir esforços. Dentre os pesquisadores estava o Professor Cláudio Melo. O surgimento de tal grupo de pesquisa foi rapidamente endossado pela colaboração com a empresa catarinense Embraco (de Joinville).

### Sede do INCT-RT
Os Institutos Nacionais de Ciência e Tecnologia (INCTs) são conglomerados de pesquisa multicêntricos brasileiros com o objetivo desses centros é desenvolver a pesquisa e criar patentes para o país. Desde 2009, o Polo é a sede do INCT em Refrigeração e Termofísica As instituições afiliada são Instituto Federal de Santa Catarina, a Universidade Federal do Paraná, a Universidade Tecnológica Federal do Paraná, a Universidade Estadual de Maringá, a Universidade Federal Fluminense e a Universidade Federal de Minas Gerais.

### Credenciamento Embrapii
A Embrapii é uma organização social filiada ao MCTI e MEC que busca cooperação entre instituições de pesquisa científica e tecnológica, públicas ou privadas a fim de desenvolver soluções para os desafios industriais atuais. Desde 2014, o POLO está credenciado junto a Embrapii para o desenvolvimento de projetos nas áreas de Eficiência Energética e Impacto Ambiental, Conforto Acústico, e Confiabilidade de Componentes e Sistemas de Refrigeração. Este tipo de parceria oferece oportunidades para o desenvolvimento de pesquisa com financiamento parcial privado.

Ciclo simplificado de refrigeração: Evaporador - Válvula de expansão - Condensador - Compressor

Diagrama de uma turbina de aviões típica. 1. Entrada 2. Compressão de baixa-pressão 3. Compressão de alta-pressão 4. Combustão 5. Exaustão 6. Seção quente 7. Turbinas de alta e baixa pressão 8. Câmara de combustão 9. Seção fria 10. Entrada e ar.

## Linhas de pesquisa
- Refrigeração magnética
- Trocadores de calor
- Sistemas de refrigeração
- Gerenciamento térmico em compressores
- Ruídos de jatos
- Caracterização de propridades termofísicas de flúidos
- Escoamento em microcanais
- Compressor alternativo para refrigeração doméstica
- Tecnologias de compressão de vapor

## Pesquisadores
- Alvaro Toubes Prata, Ph.D. (U of Minnesota) M.Sc. (UFSC) B.Eng. (UNB)
- César J. Deschamps, Ph.D. (U of Manchester) M.Sc. (UFSC) B.Eng. (UFSC)
- Christian J. L. Hermes, Dr. (UFSC/NIST) B.Eng. (UFSC)
- Cláudio Melo (in memoriam), Ph.D. (U of Cranfield) M.Sc. (UFSC) B.Eng. (UFSC)
- Jader R. Barbosa Jr., Ph.D. (ICL) M.Sc. (UFRJ) B.Eng. (UFRJ)